# Husums sågverk
Husums sågverk var en trävaruindustri i Husum i norra Ångermanland som existerade 1787–1909. Sågverket har varit placerat på tre ställen två vid Husåns nedre lopp. Det första verket anlades av lokala intressenter men övertogs snart av bruksmännen i vallonsläkten Clason, som kompletterade verksamheten med ett järnbruk i Gideå. Det andra sågverket, som byggdes av James Dickson & Co, blev under andra halvan av 1800-talet ett av de större i Sverige. Det tredje sågverket blev med ångdrift. Under 1900-talets första decennium övertogs bolagets aktier av Mo och Domsjö AB, som efter att sågverket brunnit ned 1909 i stället uppförde den sulfatfabrik som sedan dess har präglat Husum. De skogstillgångar som under 1800-talet förvärvades av Husums sågverk låg främst längs Gideälven och Husån och tillhör idag Holmen Skog.

## Anläggningstiden
År 1787 anlade kantor Jacob Eurenius från Härnösand det första sågverket i Husum på östra sida om Notstuguforsen i Husån, nedanför nuvarande Gammbacken. Sågverket utrustades med två finbladiga ramsågar och tilldelades ett årligt stockfångstprivilegium på 1 600 träd. Dessa skulle avverkas dels längs Husån, dels längs den näraliggande och betydligt större Gideälven. Från avverkningsplatserna transporterades timret genom flottning, men det var mycket besvärligt eftersom inga särskilda anordningar fanns för att reglera vattenföringen eller hindra att timret fastnade längs stränderna. I Husån kunde det ta hela nio år att få timret från den översta byn till sågverket. Även i Gideälven var flottningen ett flerårsprojekt, och det hände inte sällan att timret på våren drev ut till havs. När timret samlats in utanför Gideälvens mynning drogs det norrut till Husåns mynning, där det drogs vidare uppför strömmen till sågverket av flera arbetare, ibland med hjälp av häst. När timret sedan sågats flottades bräderna nedför Husån, leddes in i en bom vid mynningen och roddes över till lastageplatsen på Rågön, där sulfatfabriken nu står.

## Bröderna Clason tar över 1803
Efter några ägarbyten såldes Husums sågverk 1803 till bröderna Jacob Christian och Isaac Ephraim Clason, söner till Graninge bruks ägare Jacob Ephraim Clason. De var i första hand ute efter att etablera ett nytt järnbruk i Ångermanland och fick 1804 tillstånd att anlägga en smedja vid Husån för att förädla tackjärn. Snart nog tvingades emellertid bröderna Clason inse att platsen där Husums sågverk låg inte var lämplig för ett järnbruk. I stället riktade man blickarna mot det närmaste vattendraget söderut, Gideälven, och grundade där i stället Gideå bruk. Några år senare sålde Isaac Ephraim Clason sin andel i bolaget till ett konsortium bestående av prosten Petrus Rizén i Torsåker samt Elias Grahn, inspektor vid Gideå bruk.

## James Dickson & Co blir ägare 1846
Ytterligare ägarbyten skedde under 1800-talets första hälft, varefter Husums sågverk och Gideå bruk 1846 köptes av bolaget James Dickson & Co i Göteborg, som bland annat var innehavare av Baggböle sågverk i Västerbotten och Svartviks sågverk i Medelpad.
Oscar Dickson lät uppföra ett nytt vattendrivet sågverk något längre nedströms i Husån, där det än idag finns en dammbyggnad. Sedan det nya sågverket tagits i drift 1853 revs det gamla verket. Det nya verket fick tolv enkla sågramar, vilket kan jämföras med Baggböles åtta och Svartviks sexton. Från att ha producerat 550 standards år 1850 ökades produktionen nu till 1 450 standards. Husums sågverk blev därmed en av de större vattensågarna i Sverige.
Detta innebar förstås ett kraftigt ökat råvarubehov. För att skaffa fram timmer köptes hemman upp inom Gideälvens och Husåns avrinningsområden inom Björna, Gideå och Anundsjö socknar. Detta räckte dock inte till, utan det var ständiga problem att skaffa fram tillräckligt mycket timmer genom förhandlingar med bönderna, i konkurrens med inköpare från andra bolag.
Den ökade kapaciteten innebar också att sågverkets vattenbehov ibland kom i konflikt med flottningens. Det fanns olika förslag på hur detta skulle kunna lösas, bland annat genom att överföra vatten från Gideälven till Husån. Det slutade emellertid med att flottningen i Husån inställdes 1871.
År 1871 utskeppades närmare 2 000 standards från Husums sågverk, huvudsakligen till England.

## Gideå & Husums AB bildas 1875
År 1875 sålde James Dickson & Co Gideå bruk och Husums sågverk, inklusive alla hemman, till det nybildade Gideå & Husums AB med affärsmannen Olof Wijk som styrelseordförande. De nya ägarna köpte upp skog och avverkningsrätter längs Gideälven och förvärvade ångsågen i Gideåbacka. År 1893 byggdes även Husums sågverk om till ångsåg med hjälp av en begagnad ångmaskin om 150 hästkrafter. 
År 1896 ropade Gideå & Husums AB in en miljonstämpling i Gunnarn för tre kronor trädet. Timret från denna stora avverkningspost måste flottas på Umeälven och därefter bogseras söderut längs kusten till Husum. Miljonstämplingen blev en betydelsefull resurs för bolaget flera år framåt.

## Mo och Domsjö AB köper bolaget 1903 och 1909
Mo och Domsjö AB förvärvade aktierna i Gideå & Husums AB i två omgångar, 1903 och 1909. Ny chef blev Seth Kempe. När Husums sågverk brann ned 1909 avslutades sågverksepoken på orten och MoDo anlade i stället den sulfatfabrik som sedan dess varit Husums stora arbetsgivare. Sulfatfabriken har sedermera övertagits av Metsä Board, medan de skogar som en gång förvärvades av Husums sågverk tillhör Holmen Skog.